# Hyophila excurrentinervis
Hyophila excurrentinervis là một loài rêu trong họ Pottiaceae. Loài này được Paris & Broth. mô tả khoa học đầu tiên năm 1904.
Danh pháp khoa học của loài này chưa được làm sáng tỏ. 